# Greg Leigh
Gregory Leigh, detto Greg (Manchester, 30 settembre 1994), è un calciatore inglese naturalizzato giamaicano, difensore dell'Oxford Utd.

## Carriera

### Club
Cresciuto nel settore giovanile del Manchester City, il 12 agosto 2014 viene ceduto in prestito al Crewe Alexandra, con cui inizia la carriera professionistica. Rimasto svincolato, il 6 agosto 2015 viene tesserato con un annuale dal Bradford City.
Poco utilizzato dal Bantams, il 1º luglio 2016 si trasferisce al Bury, con cui firma un biennale; con gli Shakers disputa due stagioni da titolare, concluse con la retrocessione in Football League Two. Il 29 giugno 2018 passa al NAC Breda, legandosi al club olandese fino al 2021. Il 25 giugno 2019 viene ceduto a titolo temporaneo all'Aberdeen.

### Nazionale
Nel 2013 ha giocato 4 partite con la nazionale inglese Under-19.
Nel 2020 ha esordito nella nazionale giamaicana.
Il 23 marzo 2024 realizza il suo primo gol nella sconfitta per 3-1 contro gli Stati Uniti.

## Statistiche

### Presenze e reti nei club
Statistiche aggiornate al 18 maggio 2024.
| Stagione            | Squadra             | Campionato          | Campionato | Campionato | Coppe nazionali | Coppe nazionali | Coppe nazionali | Coppe continentali | Coppe continentali | Coppe continentali | Altre coppe | Altre coppe | Altre coppe | Totale | Totale | Totale |
| Stagione            | Squadra             | Comp                | Pres       | Reti       | Comp            | Pres            | Reti            | Comp               | Pres               | Reti               | Comp        | Pres        | Reti        | Pres   | Reti   |        |
| ------------------- | ------------------- | ------------------- | ---------- | ---------- | --------------- | --------------- | --------------- | ------------------ | ------------------ | ------------------ | ----------- | ----------- | ----------- | ------ | ------ | ------ |
| 2014-2015           | Crewe Alexandra     | FL1                 | 38         | 1          | FACup+CdL       | 2+2             | 0               | -                  | -                  | -                  | FLT         | 0           | 0           | 42     | 1      |        |
| 2015-2016           | Bradford City       | FL1                 | 6          | 1          | FACup+CdL       | 2+0             | 1+0             | -                  | -                  | -                  | FLT         | 1           | 0           | 9      | 2      |        |
| 2016-2017           | Bury                | FL1                 | 45         | 1          | FACup+CdL       | 2+1             | 0               | -                  | -                  | -                  | FLT         | 3           | 0           | 35     | 1      |        |
| 2017-2018           | Bury                | FL1                 | 41         | 1          | FACup+CdL       | 2+1             | 0               | -                  | -                  | -                  | FLT         | 5           | 1           | 35     | 1      |        |
| Totale Bury         | Totale Bury         | Totale Bury         | 86         | 2          |                 | 6               | 0               |                    | -                  | -                  |             | 8           | 1           | 100    | 3      |        |
| 2018-2019           | NAC Breda           | E                   | 16         | 1          | CO              | 0               | 0               | -                  | -                  | -                  | -           | -           | -           | 16     | 1      |        |
| 2019-2020           | Aberdeen            | SP                  | 18         | 1          | SC+CdL          | 1+2             | 0               | UEL                | 3                  | 1                  | -           | -           | -           | 24     | 2      |        |
| 2020-2021           | Aberdeen            | SP                  | 8          | 0          | SC+CdL          | 0+1             | 0               | UEL                | 0                  | 0                  | -           | -           | -           | 9      | 0      |        |
| Totale Aberdeen     | Totale Aberdeen     | Totale Aberdeen     | 26         | 1          |                 | 4               | 0               |                    | 3                  | 1                  |             | -           | -           | 33     | 2      |        |
| 2021-2022           | Morecambe           | FL1                 | 36         | 2          | FACup+CdL       | 3+2             | 0               | -                  | -                  | -                  | FLT         | 0           | 0           | 41     | 2      |        |
| 2022-2023           | Ipswich Town        | FL1                 | 14         | 0          | FACup+CdL       | 3+1             | 0               | -                  | -                  | -                  | FLT         | 2           | 1           | 20     | 1      |        |
| ago. 2023           | Ipswich Town        | FLC                 | 1          | 0          | FACup+CdL       | 0+1             | 0               | -                  | -                  | -                  | -           | -           | -           | 2      | 0      |        |
| Totale Ipswich Town | Totale Ipswich Town | Totale Ipswich Town | 15         | 0          |                 | 5               | 0               |                    | -                  | -                  |             | 2           | 1           | 22     | 1      |        |
| ago. 2023-2024      | Oxford Utd          | FL1                 | 31+2       | 6+0        | FACup+CdL       | 1+0             | 0               | -                  | -                  | -                  | FLT         | 1           | 0           | 35     | 6      |        |
| Totale carriera     | Totale carriera     | Totale carriera     | 256        | 14         |                 | 27              | 1               |                    | 3                  | 1                  |             | 12          | 2           | 298    | 18     |        |